# Petriwka Persza (obwód doniecki)
Petriwka Persza (ukr. Петрівка Перша) – wieś na Ukrainie, w obwodzie donieckim, w rejonie kramatorskim, w hromadzie Ołeksandriwka. W 2001 liczyła 508 mieszkańców, wśród których 484 wskazało jako ojczysty język ukraiński, 23 rosyjski, a 1 białoruski.